# 城北街道 (温岭市)
城北街道为原温岭市石粘镇。因街道办事处位于温岭市区北部而得名。街道总面积12.2平方公里，下辖16个行政村和1个居。常住人口约2万人。

## 村居列表
- 山马村
- 山头赵村
- 南山村
- 南山闸村
- 琅岙村
- 六份村
- 麻车村
- 花桥村
- 横塘村
- 沧浦村
- 芳田村
- 石粘村
- 九份村
- 后陈村
- 杨家渭村
- 东普村
- 沿江居

## 现任领导
党工委书记 王海荣 
办事处主任 朱明连